# Dicraeus raptus
Dicraeus raptus är en tvåvingeart som först beskrevs av Alexander Henry Haliday 1838.  Dicraeus raptus ingår i släktet Dicraeus och familjen fritflugor. Arten är reproducerande i Sverige. Inga underarter finns listade i Catalogue of Life.